# Astral Projection
Astral Projection is een Israëlische muziekgroep, opgericht in 1994, die psychedelic trance maakt.

## Geschiedenis
Astral Projection werd in 1994 door de artiesten Avi Nissim, Lior Perlmutter, Yaniv Haviv en Guy Sebbag opgericht. Guy Sebbag verliet de groep hetzelfde jaar al, om aan zijn solocarrière te werken. Na het verschijnen van het album Dancing Galaxy nam Yaniv Haviv een andere muziekrichting en levensstijl aan en verliet Astral Projection eind 1997. Buiten hun uitvoerige discografie (meestal met Phonokol, Transient en hun eigen platenfirma, die met Phonokol Trust in Trance fuseerde), heeft de groep een omvangrijke agenda met wereldtourneeën. De softwarefirma People Can Fly heeft haar naam gekozen naar het gelijknamige stuk van Astral Projection, dat op het album Trust in Trance in twee versies is te vinden.
Er werden tien albums uitgebracht, waarvan het laatste Goa Classics Remixed in 2014 werd uitgegeven. Met hun snelle en vernieuwende stijl heeft Astral Projection vele hits voortgebracht als People Can Fly en Kabalah (1996), Liquid Sun (1997), Searching For UFO's en Mahadeva (1999).

## Discografie

### Albums
- 1995 - SFX - Rainbirds (Music & Sound 0006852MAS)
- 1996 - Trust In Trance (TIP Records TIPCD5)
- 1996 - The Astral Files (Phonokol)
- 1997 - Dancing Galaxy (Phonokol)
- 1998 - SFX - The Unreleased Tracks 89-94 (Trust in Trance Records T.I.T. CD016)
- 1999 - Another World (Phonokol)
- 1999 - In The Mix (Phonokol)
- 2002 - Amen (Phonokol)
- 2004 - Ten (Phonokol)
- 2012 - One (TIP Records)
- 2014 - Goa Classics Remixed (TIP Records TIPR14)

### Compilaties
- 1993 - Trust in Trance 1 (Outmosphere Records OUTMOS CD 001)
- 1994 - Trust in Trance 2 (Outmosphere Records OUTMOS CD 002)
- 2000 - In the Mix (Phonokol 2150-2) (Mixed by Astral Projection)
- 2005 - Back to Galaxy (Compact (Nova Media)) (Mixalbum)